# وولفديتريتش شنوره
وولفديريتش شنوره (بالألمانية: Wolfdietrich Schnurre)‏‏ (22 أغسطس 1920 في فرانكفورت - 9 يونيو 1989 في كيل) شاعر، وكاتب قصص قصيرة، وروائي، وكاتب يوميات، وكاتب، وكاتب للأطفال من ألمانيا.

## الجوائز
- جائزة هاينريش بول
- جائزة غيورغ بوشنر
- جائزة جورج ماكينسن في الآداب  [لغات أخرى]‏
- Immermann-Preis [الإنجليزية]‏
- Culture and Science Award of the City of Kiel  [لغات أخرى]‏
- صليب وسام الاستحقاق من جمهورية ألمانيا الاتحادية

## روابط خارجية
- وولفديتريتش شنوره على موقع IMDb (الإنجليزية)
- وولفديتريتش شنوره على موقع مونزينجر (الألمانية)
- وولفديتريتش شنوره على موقع ميوزك برينز (الإنجليزية)
- وولفديتريتش شنوره على موقع ديسكوغز (الإنجليزية)